# Pedro Omar
Pedro Omar Machado (Castelo, 9 de junho de 1948) é um ex-futebolista e ex-treinador de futebol brasileiro.

## Vida

### Fluminense e América
Pedro Omar nasceu em Castelo, no Espírito Santo, em 06 de junho de 1948, mas começou sua carreira no Rio de Janeiro, jogando no Fluminense FC.
Depois do Fluminense, foi jogar no América Mineiro, no início dos anos 70, onde participou do elenco do Coelho no brasileirão de melhor campanha da história do clube. Pedro Omar, jogando pelo América no Campeonato Brasileiro de 1973 da primeira divisão, ganhou o troféu Bola de Prata.
Pelo América foi campeão mineiro, em 1971. Pedro Omar é tido como um dos maiores ídolos da torcida do América, e é sempre lembrado no clube.

### Flamengo e Náutico
Ficou no América até 1974, quando se transferiu para o Flamengo, onde foi campeão carioca, e depois para o Náutico juntamente com Juca Show.

### Interior paulista e fim da carreira
Depois do Náutico, Pedro Omar teve passagens por clubes do interior paulista. Jogou na Ponte Preta, Marília, Comercial e Paulista Jundiaí, e ainda teve uma curta passagem pelo Mato Grosso do Sul, quando jogou no Operário.
Nos clubes do interior paulista, teve maior destaque no Comercial de Ribeirão Preto, onde disputou o Brasileirão de 1978 e Brasileirão de 1979.
Curiosamente, no Brasileirão de 1979, Pedro Omar teve sua primeira experiência como Técnico. Após uma crise no Comercial envolvendo o técnico Daltro Menezes e o goleiro Vandeir,
 que terminou na demissão de ambos, sobrou para Pedro Omar a função de jogador e técnico, comandando o time comercialino nas cinco partidas restantes do nacional. Sob comando de Pedro Omar, o Comercial conseguiu os seguintes resultados: vitória de 1 a 0 sobre o Americano de Campos (em 21/11); empate em 1 a 1 com o Leônico da Bahia (em 25/11); vitória de 1 a 0 sobre o CSA (em 28/11); derrota de a 1 a 5 para o Palmeiras (em 02/12); derrota de 0 a 2 para o Flamengo (em 05/12); e empate em 2 a 2 com o São Bento de Sorocaba (em 09/12). 
No ano seguinte, 1980, Pedro Omar jogou sua última temporada pelo Comercial.
Pedro Omar deixou o futebol por vontade própria em 1983, quando defendia o Paulista de Jundiaí.

## Carreira como técnico
Depois de deixar a profissão de jogador, se arriscou na carreira de técnico. Ele já havia tido a experiência como jogador-técnico no Comercial, nas últimas rodadas do Brasileirão de 1979, mas agora buscava sucesso apenas à beira do campo.
Iniciou sua carreira apenas como treinador em 1985, no Rio Verde de Goiás. Comandaria clubes mais destacados, como o Comercial - onde havia sido jogador -, os Democratas - de Governador Valadres e de Sete Legaos-, além dos capixabas o Colatina-ES, time onde Pedro Omar teve seu maior destaque, participando da Copa do Brasil, e Desportiva Ferroviária.
Como técnico, Pedro Omar teve uma forte ligação com o futebol mineiro, principalmente em times menores, como o Valeriodoce, o Rio Branco de Andradas, a Patrocinense, e o Esportivo de Passos.
Como técnico Pedro Omar não conquistou títulos. Chegou a abandonar a carreira de técnico no final de 1996, mas retornou em 2000, apenas para trabalhar com categorias de base. Na base, Pedro Omar trabalhou por dois anos até encerrar de vez sua carreira à beira dos gramados. Seu último trabalho como técnico foi no sub-20 do Comercial, clube onde, posteriormente, teve uma curta passagem como diretor de futebol, até deixar o esporte profissional de vez.

## Atualmente
Atualmente Pedro Omar mora em Ribeirão Preto, onde trabalha como inspetor de alunos de um colégio particular e administra o futebol de clubes recreativos da cidade.

## Títulos
América Mineiro
- Campeonato Mineiro: 1971

Flamengo
Campeonato Carioca: 1974
Comercial
- Seletiva da CDB para o Campeonato Brasileiro: 1977

## Conquistas individuais
- Bola de Prata - Revista Placar - 1973